# Cap Arctique
Le cap Arctique (en russe : Мыс Арктический, mys Arkticheskiy) est le point le plus septentrional de l'île Komsomolets, qui est elle-même l'île la plus septentrionale de l'archipel russe de la Terre du Nord dans l'océan Arctique. Il marque la limite nord-orientale de la mer de Kara. Il est découvert en 1913 lors de l'expédition de Boris Vilkitski et est alors initialement baptisé cap Jokhov, du nom d'un des officiers de l'expédition. L'archipel de la Terre du Nord est cartographié en 1930-1932, au cours de l'expédition de Georgiy Ouchakov et Nikolaï Ourvantsev. Il est alors renommé cap Molotov, en l'honneur de Viatcheslav Mikhaïlovitch Molotov, proche de Staline. À la fin des années 1950, à la faveur de la déstalinisation, il est rebaptisé au nom politiquement neutre de « cap Arctique ».
Le pôle Nord ne se trouvant qu'à 974,9 km, le cap Arctique est le point de départ de plusieurs expéditions polaires. Bien que le cap Arctique soit situé à l'extrême nord du pays, il n'est pas le point le plus au nord de la Russie qui est le cap Fligely (mys Fligeli) sur l'île Rudolf (ostrov Roudolfa), une des îles de l'archipel de la Terre François-Joseph.